# Sergej Borisov

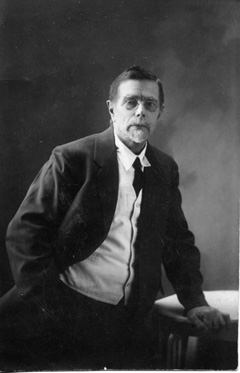
Sergej Borisov

Sergej Ivanovitsj Borisov (Russisch: Сергей Иванович Борисов) (Simbirsk, 15 oktober 1867 – Altaj, 31 augustus 1931) was een Russisch fotograaf, bekend van zijn fotoserie over de Altaj tussen 1907 en 1914.
Sergej werd in 1867 geboren in Simbirsk in een gezin van lijfeigenen. Aan het einde van de jaren 80 van de 19e eeuw trok hij naar Barnaoel om er te gaan werken bij seizoensoperettes en leerde hier de kunst van het fotograferen. Hij opende een eigen fotostudio die vervolgens uitgroeide tot de populairste en grootste van de stad.
Tussen 1907 en 1914 maakte hij een aantal foto-expedities door de Altaj. In 1910 ging hij naar de berggebieden van de Altaj, waarbij hij ook de meest afgelegen gebieden bezocht en maakte er ruim 1500 foto's, waaruit ruim 100 werden geselecteerd die voor postkaarten werden gebruikt, die de natuur en het leven in de Altaj en een aantal portretten van Altajbewoners weergaven. Hiervan werden ruim 50 kleuren- en zwart-witfoto's via het bedrijf Granberg in Stockholm naar Europa gebracht, waar ze door verschillende uitgevers in hoge oplagen werden uitgebracht. Borisov stierf in 1931.